# Pool (département)
Pour les articles homonymes, voir Pool.
Le département du Pool (kikongo :  Mpumbu, Nsundi ou Mbula Ntangu,) est l'un des départements de la république du Congo, situé dans le Sud du pays. Le chef-lieu du département est Kinkala.
Son nom fait référence au Pool Malebo, le lac formé sur le cours inférieur du fleuve Congo au niveau de la capitale Brazzaville.

## Géographie
Le Pool a pour départements voisins la Lékoumou, la Bouenza et le Djoué-Lefini. Il a également une frontière avec la république démocratique du Congo.
Mindouli (Minduli) a pour limite Missafou (Misafu), Kingoyi, la rivière Lùkùnyi (ou Lùkùgni), Mpassa-ferme (Mpasa-ferme).
Et ses rivières sont : Mvouvou (Mvuvu), Lùkùnyi, Ngàlùbotà...
Il y a plusieurs quartiers : Sans-fils, Matenssama, La gare, Palace,Marché, La Poste...

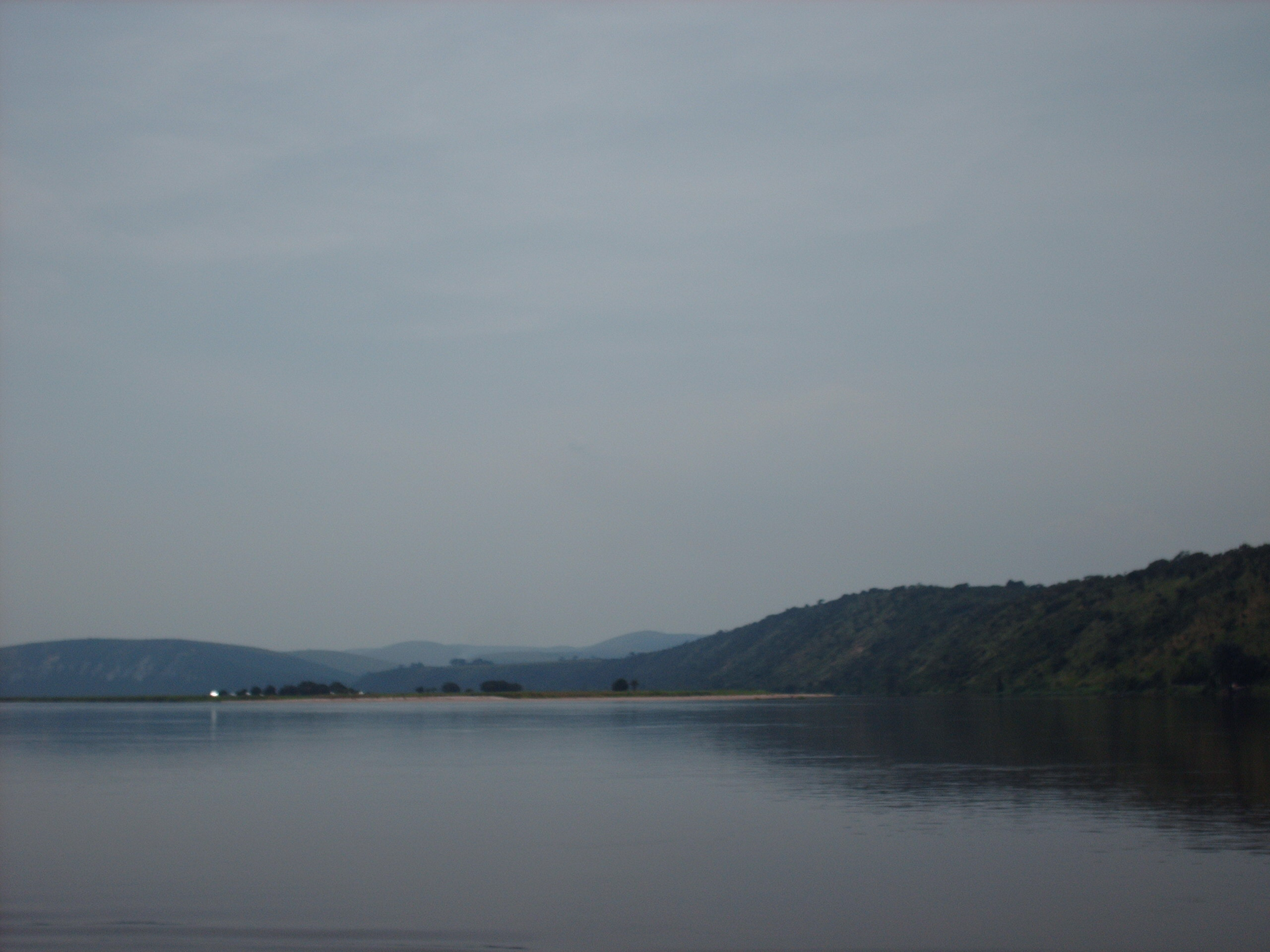
Rive Congo nord du Pool Malebo.

| Lékoumou | Djoué-Lefini        | Mai-Ndombe  |
| Bouenza  | Département du Pool | Brazzaville |
|          | Kongo central       | Kinshasa    |

## Districts et principales villes
- Boko : Boko
- Goma Tsé-Tsé : Kibossi, Linzolo
- Kindamba : Kindamba
- Kinkala : Kinkala
- Louingui : Louingui
- Loumo : Loumo
- Mayama : Mayama
- Mindouli : Mindouli, Loulombo, Kinkembo, Missafou
- Mbandza-Ndounga : Mbandza-Ndounga

## Population
La population du Pool est composée des Kongos, des Tékés et des Autochtones,.

## Histoire
Avant le conflit politique de 1997, lors d'un discours, l'ancien président de la République du Congo Pascal Lissouba avait déclaré que « le Pool est la locomotive du Congo ».

## Personnalités
- Aaron Nkakou Bakebongo (1950-2023), officier général et homme politique, ancien député
- Bernard Kolélas (1933-2009), homme politique, ancien Premier ministre
- Claude Alphonse Nsilou (né en 1954), homme politique, ministre d'État
- Guy Brice Parfait Kolélas (195902021), homme politique, candidat à l'élection présidentielle de 2016